# SCE-200
O SCE-200 é um motor de foguete de combustível líquido indiano em desenvolvimento, queimando LOX e RP-1 num ciclo de combustão em estágios rico em oxidante. Esse motor deve equipar os futuros Unified Launch Vehicle (ULV) e Reusable Launch Vehicle (RLV) da Organização Indiana de Pesquisa Espacial. Ele vai ser testado primeiramente num GSLV Mk III substituindo o estágio L110 com o motor Vikas por um estágio SC-200 com um motor SCE-200 e 200 toneladas de propelentes.